# Muricella abnormalis
Muricella abnormalis is een zachte koraalsoort uit de familie Acanthogorgiidae. De koraalsoort komt uit het geslacht Muricella. Muricella abnormalis werd in 1912 voor het eerst wetenschappelijk beschreven door Nutting. 